# Truth or Square
«Truth or Square» (с англ. — «Застрявший в холодильнике», дословно «Честный или квадратный») — 240-й и 241-й эпизоды шестого сезона, объединённые в один, которые вышли в эфир 6 ноября 2009 года в канун десятилетнего юбилея мультсериала «Губка Боб Квадратные Штаны», а в России - 18 ноября 2009 года.
В этой серии рассказывается о приключениях главного героя в подводном городе Бикини-Боттом. Во время празднования «двенадцати-семилетней» годовщины «Красти Краба» Губка Боб и его друзья оказываются случайно заперты внутри холодильника. Они пытаются выбраться через вентиляционные шахты, вспоминая различные моменты из прошлого.
Эпизод посмотрело около 7,7 млн зрителей в США. Он получил смешанные отзывы критиков.

## Сюжет
«Красти Краб» празднует свою «двенадцати-семилетнюю» годовщину. Губка Боб рассказывает Гэри о своём первом визите в «Красти Краб». Выйдя из дома, он попадает в конец длинной очереди клиентов, которые хотят попасть в ресторан. Прыгая по головам, Губке Бобу удаётся добраться до «Красти Краба».
Мистер Крабс говорит Губке Бобу и Сквидварду, что у Планктона сейчас прекрасная возможность, чтобы украсть формулу крабсбургера. Мистер Крабс Губку Боба назначает ответственным за украшения. Губка Боб зовёт всех сотрудников «Красти Краба» в холодильник, чтобы показать им большой крабсбургер, сделанный им изо льда. Когда дверь захлопывается, они оказываются заперты там и не могут выбраться наружу, так как дверь открывается только снаружи.
Пытаясь выбраться через вентиляционные трубы, друзья вспоминают самые незабываемые моменты своей жизни: как Губка Боб приехал в Бикини-Боттом, как Губка Боб и Сэнди «поженились», что если бы этот мультсериал вышел вместе с «Пароходиком Вилли» и многие другие. Спустя немного времени они начинают переживать, что теперь им никогда не выбраться из западни, а Губка Боб даже чуть было не показал секретную формулу Планктону. Тем временем Пират Пэтчи приезжает на студию «Nickelodeon», чтобы пригласить разнообразных знаменитостей на собственное телешоу в честь десятилетия «Губки Боба».
Выбравшись из вентиляции, друзья обнаруживают, что все клиенты, не выдержав долгого ожидания, покинули ресторан. Губка Боб созывает их заново, спев песню на мотив «O Tannenbaum», посвящённую «Красти Крабу», и празднование «двенадцати-семилетней» годовщины продолжается.

## Производство
Сценарий для серии «Truth or Square» был написан Люком Брукширом, Нэйтом Кэшем, Стивеном Бэнксом и Полом Тиббитом и представляет собой пародию на такие эпизоды сериалов «Сайнфелд», «Друзья» и прочие, в которых главные герои предаются воспоминаниям. Заглавная композиция была исполнена американским певцом Си Ло Грином.
Главных героев озвучивают те же актёры, что и в предыдущих эпизодах: Томас Кенни, Билл Фагербакки, Роджер Бампасс, Кэролин Лоуренс, Клэнси Браун и другие. В роли самих себя появляются Розарио Доусон, Леброн Джеймс, Тина Фей, Уилл Феррелл, Крейг Фергюсон, Робин Уильямс и другие. Рики Джервейс выступает в качестве рассказчика.
В честь десятилетнего юбилея сериала Эндрю Овертум, Алан Смарт и Том Ясуми выступили в качестве режиссёров серии. Вступительная заставка также была изменена в честь юбилея. Она представляет собой кукольную анимацию под музыку Си Ло Грина. Её созданием занимались Марк Кабальеро, Симус Уолш и Крис Финнеган из студии «Screen Novelties» в 2009 году.

## Роли
- Том Кенни — Губка Боб, Гэри, отец Губки Боба, французский рассказчик, пират Пэтчи, прочие голоса
- Билл Фагербакки — Патрик Стар, прочие голоса
- Роджер Бампасс — Сквидвард, охранник, прочие голоса
- Кэролин Лоуренс — Сэнди Чикс
- Клэнси Браун — мистер Крабс
- Мистер Лоуренс — Шелдон Джей Планктон, прочие голоса
- Пол Тиббит — попугай Потти
- Сирена Ирвин — мама Губки Боба
- Джилл Тэлли — Карен
- Боб Джолс — пират на картине
- Рики Джервейс — рассказчик
- Розарио Доусон — камео
- Крейг Фергюсон — камео
- Уилл Феррелл — камео
- Тина Фей — камео
- Леброн Джеймс — камео
- Пинк — камео
- Triumph, the Insult Comic Dog[англ.] — камео
- Робин Уильямс — камео
- Эдди Дизен — камео